# El show de Tom y Jerry (serie de televisión de 1975)
El show de Tom y Jerry (en inglés: The Tom and Jerry Show) fue una serie de televisión estadounidense estrenada y terminada en 1975. Fue producida por Hanna-Barbera Productions en colaboración con MGM Television y transmitida por la cadena ABC. Está protagonizada por los personajes Tom y Jerry, creados por William Hanna y Joseph Barbera. Esta fue la primera serie de Tom y Jerry producida exclusivamente para televisión.
A diferencia de otras encarnaciones, Tom y Jerry se muestran como amigos en lugar de enemigos, y esta serie no utilizó las persecuciones de payasadas y la violencia central de los cortos teatrales, debido a las preocupaciones en ese momento con respecto a dicho material en la programación infantil.

## Reparto
- John Stephenson: Tom, Jerry (solo efectos vocales), voces adicionales
- Don Messick, Joe E. Ross y John Stephenson: Spike

### Voces adicionales
- Henry Corden: Giant (en "Beanstalk Buddies")
- Kathy Gori: Katy O'Kitty (en "The Police Kitten")
- Don Messick: Quacker (en "The Lost Duckling"), Meteor Mouse (en "Cosmic Cat and Meteor Mouse"), Giant Watchdog (en "Beanstalk Buddies")
- Alan Oppenheimer: Ringmaster (en "Stay Awake or Else..."), Sapstone (en "The Sorcerer's Apprentices")
- Joe E. Ross:
- Hal Smith:
- Jean Vander Pyl: Fairy Godmother (en "Chickenrella")
- Janet Waldo: Yvonne Jockalong (en "The Ski Bunny"), Cindy (en "Chickenrella")
- Lennie Weinrib: Dinky (en "Jerry's Nephew")
- Frank Welker: voces adicionales

## Episodios
| N.º | Título                        | Fecha de lanzamiento     | Código de producción |
| --- | ----------------------------- | ------------------------ | -------------------- |
| 1a  | "No Way, Stowaways"           | 6 de septiembre de 1975  | 80-03                |
| 1b  | "The Ski Bunny"               | 6 de septiembre de 1975  | 80-02                |
| 1c  | "Stay Awake or Else..."       | 6 de septiembre de 1975  | 80-01                |
| 2a  | "No Bones About It"           | 13 de septiembre de 1975 | 80-04                |
| 2b  | "An Ill Wind"                 | 13 de septiembre de 1975 | 80-05                |
| 2c  | "Beach Bully"                 | 13 de septiembre de 1975 | 80-06                |
| 3a  | "The Mammoth Manhunt"         | 20 de septiembre de 1975 | 80-07                |
| 3b  | "The Wacky World of Sports"   | 20 de septiembre de 1975 | 80-08                |
| 3c  | "No Bones About It"           | 20 de septiembre de 1975 | 80-10                |
| 4a  | "Safe But Not Sorry"          | 27 de septiembre de 1975 | 80-18                |
| 4b  | "Gopher Broke"                | 27 de septiembre de 1975 | 80-09                |
| 4c  | "The Super Bowler"            | 27 de septiembre de 1975 | 80-11                |
| 5a  | "Tricky McTrout"              | 4 de octubre de 1975     | 80-20                |
| 5b  | "The Tennis Menace"           | 4 de octubre de 1975     | 80-13                |
| 5c  | "Cosmic Cat and Meteor Mouse" | 4 de octubre de 1975     | 80-15                |
| 6a  | "The Castle Wiz"              | 11 de octubre de 1975    | 80-14                |
| 6b  | "Grim and Bear It"            | 11 de octubre de 1975    | 80-16                |
| 6c  | "The Flying Sorceress"        | 11 de octubre de 1975    | 80-19                |
| 7a  | "The Kitten Sitters"          | 18 de octubre de 1975    | 80-27                |
| 7b  | "Termites Plus Two"           | 18 de octubre de 1975    | 80-21                |
| 7c  | "Planet's Pest"               | 18 de octubre de 1975    | 80-24                |
| 8a  | "The Hypochondriac Lion"      | 25 de octubre de 1975    | 80-23                |
| 8b  | "Give 'Em the Air"            | 25 de octubre de 1975    | 80-31                |
| 8c  | "The Egg and Tom and Jerry"   | 25 de octubre de 1975    | 80-34                |
| 9a  | "Watch Out, Watch Dog"        | 1 de noviembre de 1975   | 80-12                |
| 9b  | "The Super Cyclists"          | 1 de noviembre de 1975   | 80-25                |
| 9c  | "The Police Kitten"           | 1 de noviembre de 1975   | 80-28                |
| 10a | "The Outfoxed Fox"            | 8 de noviembre de 1975   | 80-30                |
| 10b | "The Towering Fiasco"         | 8 de noviembre de 1975   | 80-17                |
| 10c | "The Lost Duckling"           | 8 de noviembre de 1975   | 80-37                |
| 11a | "Beanstalk Buddies"           | 15 de noviembre de 1975  | 80-22                |
| 11b | "Two Stars Are Born"          | 15 de noviembre de 1975  | 80-29                |
| 11c | "Son of Gopher Broke"         | 15 de noviembre de 1975  | 80-39                |
| 12a | "The Sorcerer's Apprentices"  | 22 de noviembre de 1975  | 80-26                |
| 12b | "Hold That Pose"              | 22 de noviembre de 1975  | 80-38                |
| 12c | "The Supercape Caper"         | 22 de noviembre de 1975  | 80-42                |
| 13a | "Chickenrella"                | 27 de noviembre de 1975  | 80-32                |
| 13b | "Double Trouble Crow"         | 27 de noviembre de 1975  | 80-33                |
| 13c | "Jerry's Nephew"              | 27 de noviembre de 1975  | 80-44                |
| 14a | "See Dr. Jackal and Hide"     | 29 de noviembre de 1975  | 80-35                |
| 14b | "Double Trouble Crow"         | 29 de noviembre de 1975  | 80-43                |
| 14c | "The Campout Cutup"           | 29 de noviembre de 1975  | 80-45                |
| 15a | "Triple Trouble"              | 6 de diciembre de 1975   | 80-36                |
| 15b | "The Campout Cutup"           | 6 de diciembre de 1975   | 80-41                |
| 15c | "The Cruise Kitty"            | 6 de diciembre de 1975   | 80-46                |
| 16a | "It's No Picnic"              | 13 de diciembre de 1975  | 80-40                |
| 16b | "The Big Feet"                | 13 de diciembre de 1975  | 80-47                |
| 16c | "The Great Motorboat Race"    | 13 de diciembre de 1975  | 80-48                |

## Historial de transmisiones
En 1975 se produjeron un total de 48 cortos de Tom & Jerry de siete minutos y se emitieron originalmente en los siguientes formatos en ABC el sábado por la mañana:
- The New Tom and Jerry/Grape Ape Show (6 de septiembre de 1975 - 4 de septiembre de 1976, ABC sábado de 8:30 a 9:30 a. m.)
- The Tom and Jerry/Grape Ape/Mumbly Show (11 de septiembre de 1976 - 27 de noviembre de 1976, ABC sábado de 8:00 a 9:00 a. m., reposiciones de Tom and Jerry y Grape Ape)
- The Tom and Jerry/Mumbly Show (4 de diciembre de 1976 - 3 de septiembre de 1977, ABC sábado de 8:00 a 8:30 a. m., reposiciones)
- The Tom and Jerry Show (reposiciones internacionales)

Inmediatamente después del final de la ejecución original de ABC, estas caricaturas se editaron dentro de los créditos del título principal y final y se agregaron para reproducirse con las caricaturas de MGM Tom y Jerry de la era teatral de 1940 a 1967 para su distribución por MGM hasta 1986 (H-B retuvo los derechos secundarios de los segmentos Mumbly y Grape Ape, con derechos de sindicación de esos segmentos para Worldvision Enterprises desde 1979 hasta 1991). Algunas estaciones de televisión independientes en la década de 1980 han transmitido los segmentos de Tom y Jerry sin los segmentos de Mumbly y Grape Ape en su paquete sindicado de Tom y Jerry como parte de la programación de algunas estaciones, como WFLD en Chicago y WYAH en Portsmouth, Virginia.
Desde 1986, se ha retransmitido en TBS, Cartoon Network, Boomerang, Teletoon y Teletoon Retro de Canadá (las tres cadenas anteriores son parte de Warner Bros. Discovery's, Warner Bros. Discovery Networks, que Turner Broadcasting System compró el MGM anterior a 1986 biblioteca en 1986 y Hanna-Barbera en 1991).
Los dibujos animados se han mostrado con los créditos del título principal y final intactos en TBS, el servicio de transmisión Boomerang y Cartoon Network.
Desde 1985 hasta 1995, ATN, más tarde Seven Network (la "American Broadcasting Company" australiana) transmitió el programa en Australia.

## Recepción
Cuando se le preguntó a Joseph Barbera si la presión pública había resultado en que Tom y Jerry fueran menos violentos en este programa, dijo que los mismos argumentos se daban hace 50 años.

## Emisión
- Latinoamérica: Cartoon Network, Boomerang
- Chile: TVN (1970s-1992) Canal 13 (1992-2007) Telecanal (2010s)
- Uruguay:  Teledoce (1984-1997)
- Venezuela: Venevisión (1980s-2000s)
- Argentina: Telefe (años 90)
- El Salvador: Canal 2 (1977-1988)
- Guatemala: Canal 13 (1997-2007; 2018-presente)
- Honduras:  Canal 5
- Perú: Willax Televisión , ATV
- México: Canal 5 (1980s-1990s)
- España: TVE 1 (1977)[4]